# Магістраль М4 (Білорусь)
Магістраль М4 — автомагістраль в Білорусі, що сполучає Мінськ з Могильовом. Починається від перетину Партизанського проспекту з Мінською кільцевою автомобільною дорогою М9 і прямує на південний схід та схід, оминаючи Смиловичі, Червень, Березино, Бєлиничі до Могильова.
Протяжність магістралі становить близько 182 км.